# Académico do Aeroporto
Académico do Aeroporto do Sal (kurz Académico do Aeroporto) ist ein kapverdischer Fußballverein von der Insel Sal, aus der Inselhauptstadt Espargos. Vereinspräsident ist Carlos Cabeto, aktueller Trainer ist Lúcio Antunes (Stand:Frühjahr 2016).

## Geschichte
Der Verein wurde am 1. Dezember 1966 als Filialverein des portugiesischen Klubs Académica de Coimbra gegründet, in Espargos, dem Hauptort der Insel Sal der damals noch portugiesischen Kolonie Kap Verde.

## Erfolge
- Kap-Verdischer Meister: 2003
- Kap-Verdischer Pokalfinalist: 2007, 2009
- Sal-Meister: 1986, 1988, 1995, 2002, 2003, 2004, 2006, 2007, 2008, 2010, 2011, 2013, 2015, 2016[3]
- Sal-Pokal: 2002, 2004/5, 2006, 2009
- Sal-Super-Pokal: 2008, 2011, 2013, 2015
- Sal-Offening: 2005, 2006, 2009, 2010, 2011, 2013, 2015

## Bedeutende ehemalige Spieler
Die Spieler sind alphabetisch sortiert.
- Devon
- Hernâni Martins
- Polídio Brito